# Municipio de Cleon
El municipio de Cleon (en inglés: Cleon Township) es un municipio ubicado en el condado de Manistee en el estado estadounidense de Míchigan. En el año 2010 tenía una población de 957 habitantes y una densidad poblacional de 10,22 personas por km².

## Geografía
El municipio de Cleon se encuentra ubicado en las coordenadas 44°28′15″N 85°53′18″O / 44.47083, -85.88833. Según la Oficina del Censo de los Estados Unidos, el municipio tiene una superficie total de 93.62 km², de la cual 93,41 km² corresponden a tierra firme y (0,23 %) 0,21 km² es agua.

## Demografía
Según el censo de 2010, había 957 personas residiendo en el municipio de Cleon. La densidad de población era de 10,22 hab./km². De los 957 habitantes, el municipio de Cleon estaba compuesto por el 95,92 % blancos, el 0,94 % eran amerindios, el 1,46 % eran de otras razas y el 1,67 % eran de una mezcla de razas. Del total de la población, el 5,22 % eran hispanos o latinos de cualquier raza.